# Prost AP03
El Prost AP03 fue el coche con el que compitió el equipo Prost de Fórmula 1 en la temporada 2000 de Fórmula 1. Fue conducido por el experimentado Jean Alesi, excompañero de Ferrari del jefe del equipo Alain Prost y el actual campeón de Fórmula 3000, Nick Heidfeld.
Este fue el último coche de Fórmula 1 que utilizó motores Peugeot antes de que la empresa se retirara del deporte. La tecnología del motor, sin embargo, fue comprada por Asiatech y utilizada durante otros dos años, concretamente con Arrows en 2001 y con Minardi en 2002.

## Resumen de la temporada
Aunque el AP03 fue diseñado para convertirse en un candidato a ganar un Gran Premio, el año resultó ser un desastre para el equipo. Los coches eran lentos y poco fiables, con sólo 11 de 34 finales clasificados registrados a lo largo de la temporada. La relación del equipo con Peugeot se vino abajo y todos los patrocinadores se marcharon al final de la temporada. El equipo terminó sin sumar puntos y se clasificó último en el Campeonato de Constructores detrás de Minardi, debido al mejor récord final del equipo italiano. Esto significó que el equipo no recibió ningún premio en metálico para la temporada y esto, combinado con la pérdida de sus patrocinadores, sumió al equipo en serios problemas financieros que finalmente significarían el principio del fin para el equipo.
Los problemas se hicieron evidentes durante las pruebas de pretemporada. Nick Heidfeld no pudo controlar el coche y ambos pilotos se quejaron de un manejo inconsistente y de falta de tracción. Heidfeld también sufrió la indignidad de ser descalificado después de clasificarse para la ronda de Nürburgring después de que se descubrió que su coche tenía bajo peso y ni siquiera se le permitió participar en la carrera. El director técnico Alan Jenkins fue despedido después de la carrera de Mónaco.
Prost culpó al motor aparentemente débil como la causa principal del rendimiento poco competitivo del AP03. Sin embargo, Peugeot tomó represalias con una revelación pública inusual sobre la potencia del motor de 792 CV, que en ese momento se consideraba competitiva. Las críticas de Prost a Peugeot agriaron su relación y, combinadas con la falta de resultados, este último se retiró de la F1 como proveedor de motores.
Alesi y Heidfeld no pudieron causar mucha impresión, pero el francés logró clasificarse octavo en Mónaco y cuarto en Spa-Francorchamps antes de retirarse. Las cámaras de televisión captaron una mala parada en boxes en Francia con un Alain Prost visiblemente angustiado sacudiendo la cabeza con desesperación. Los compañeros de equipo también chocaron en más de una ocasión, sobre todo en Austria.
Prost utilizó los logotipos de 'Gauloises', excepto en los Grandes Premios de Gran Bretaña y Francia.

## Resultados
(Clave) (negrita indica pole position) (cursiva indica vuelta rápida)

| Año     | Motor       | Neu. | N.º | Pilotos       | 1   | 2   | 3   | 4   | 5   | 6   | 7   | 8   | 9   | 10  | 11  | 12  | 13  | 14  | 15  | 16  | 17  | Puntos | Pos. |
| ------- | ----------- | ---- | --- | ------------- | --- | --- | --- | --- | --- | --- | --- | --- | --- | --- | --- | --- | --- | --- | --- | --- | --- | ------ | ---- |
| 2000    | Peugeot V10 | B    |     |               | AUS | BRA | SMR | GBR | ESP | EUR | MON | CAN | FRA | AUT | GER | HUN | BEL | ITA | USA | JPN | MYS | 0      | NC   |
| 2000    | Peugeot V10 | B    | 14  | Jean Alesi    | Ret | Ret | Ret | 10  | Ret | 9   | Ret | Ret | 14  | Ret | Ret | Ret | Ret | 12  | Ret | Ret | 11  | 0      | NC   |
| 2000    | Peugeot V10 | B    | 15  | Nick Heidfeld | 9   | Ret | Ret | Ret | 16  | EX  | 8   | Ret | 12  | Ret | 12† | Ret | Ret | Ret | 9   | Ret | Ret | 0      | NC   |
| Fuente: |             |      |     |               |     |     |     |     |     |     |     |     |     |     |     |     |     |     |     |     |     |        |      |